# Moschea del Venerdì (Kashan)
La moschea del Venerdì (persiano مسجد جامع کاشان Masdsched e Daschame e Kaschan, IPA: [mæsd͡ʒɛd ɛ d͡ʒɑmɛ ɛ kɑʃɑn]) è la più antica struttura storica di Kashan, in Iran. Il suo unico minareto in mattoni si trova nell'angolo sud-orientale. Nella parte inferiore del minareto è presente un'iscrizione cufica fatta di mattoni a rilievo. Sull'iscrizione è menzionata la data di costruzione del minareto, 1074. Il minareto è il terzo più antico in Iran, con un'iscrizione. 
Si dice che sia stato convertito da un tempio del fuoco zoroastriano che esisteva prima della conquista araba dell'Iran. 
Nel libro Merat ol-Boldan, è scritto sulla moschea quanto segue: 
(Merat ol-Boldan)
Il grande antico mihrab della moschea come il minareto sembrano appartenere all'era selgiuchide. Ha uno squisito stucco, sul quale sono incisi versetti del Corano sulla virtù della preghiera del venerdì. Sembra che questo grande mihrab sia stato distrutto intenzionalmente a causa della sua falsa direzione verso la qibla. Al suo posto ne è stato costruito uno più piccolo nella vera direzione del qibla durante il regno di Tahmasp I. 
La pianta della moschea è semplice. C'è un howz nel cortile di fronte all'iwan, che conduce allo spazio interno della cupola e anche due shabestan a livello del cortile e uno invernale sotto la superficie del cortile.